# Procznookopskaja
Procznookopskaja (ros. Прочноокопская) – stanica w Rosji, w Kraju Krasnodarskim, na prawym brzegu rzeki Kubań, przy mieście Armawir.
Według danych z 2002 miejscowość zamieszkują głównie Rosjanie (79,3%) i Ormianie (15,2%).